# Jorge Romão (músico)
Jorge Eduardo Romão da Conceição (Luanda, 9 de outubro de 1963), mais conhecido como Jorge Romão, é um célebre e ilustre músico dos GNR, uma das bandas de maior referência do pop rock em Portugal. Nascido na cidade de Luanda, em Angola, integrou inicialmente a banda portuense Bananas, futuros Ban, e posteriormente incorporou a banda que perdura, denominada por Grupo Novo Rock enquanto baixista, a partir de 1983, contando com várias décadas de carreira musical.
Romão é considerado um dos membros catalisadores da banda pela postura em palco durante as atuações ao vivo, pela energia, empenho e dedicação que sempre demonstrou nos vários anos de união ao grupo, tornando-se um símbolo indissociável e de referência. Jorge Romão, juntamente com Rui Reininho e Tóli César Machado, o famoso trio portuense, impulsionaram a música portuguesa na vertente do pop rock a um nível elevado e consistente ao longo das últimas décadas. Em atividade paralela, o músico exibe uma considerável carreira como animador de eventos na qualidade de disc jockey (DJ), com atuações em todo o país.
Em 2014, Jorge Romão foi eleito, pela revista Blitz, um dos trinta melhores baixistas de Portugal. Está ainda associado, tanto em conjunto com a banda como a título pessoal, a várias campanhas solidárias e humanitárias de apoio a causas filantrópicas.

## Biografia e carreira

### Infância e juventude
Jorge Romão nasceu no seio de uma família tradicional portuguesa sendo o segundo mais velho de cinco irmãos. Teve uma infância livre e alegre com os seus pais, irmãos, avó paterna, rodeado de amigos e colegas. Em Luanda, sua terra natal, praticou várias modalidades desportivas como a ginástica, atletismo, hóquei em patins e basquetebol, no Sporting Clube de Luanda, enquanto que no Clube Desportivo Nun’Alvares praticou natação.

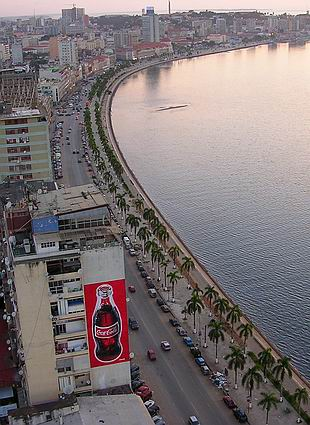
Luanda, terra natal de Romão.

O ritmo de vida na capital angolana, no final da década de sessenta, era calmo, pacato e com bastante tempo livre, especialmente para os mais novos. O período das aulas cobria apenas o turno da manhã e como fazia sempre calor, Romão preferia preencher as tardes com os seus irmãos e amigos fazendo variadas atividades ao ar livre, que eram as mais indicadas e favoritas por todas as crianças e jovens da sua geração. Frequentou o Colégio Sagrado Coração de Família, durante o ensino básico, e a partir do quinto ano de escolaridade cursou no liceu público Paulo Dias de Novais, revelando-se um estudante bastante dedicado e meticuloso. Gostava muito de ler, uma prática que foi fortemente incentivada pelos pais que compravam bastantes livros, sendo a banda desenhada o seu tipo de leitura favorito. Na escola, de todas as disciplinas que teve, as aulas de educação musical foram as mais marcantes, pois foi aí que sentiu entusiasmo e aproximação aos instrumentos musicais. Nessa escola era constantemente chamado a atenção pelo atrevimento em ligar e tocar no órgão sem autorização. Jorge Romão refere como deixou-se influenciar e fascinar pela música, desde tenra idade, bem como a experiência dos primeiros contactos com instrumentos de músicos profissionais:
| “ | A primeira vez que liguei um órgão, pus um ritmo e fiquei a ouvir o que aquilo fazia. Não era só para fazer barulho. Nem era uma novidade: durante a infância, ficava encantado com os instrumentos dos conjuntos que tocavam nas festas. Antes de começarem já eu estava encostado ao palco. Não me limitava a olhar, mexia. Até que vinha sempre alguém ralhar: "Não se mexe aí!" A atração pela música começa com seis, sete anos... Gostava muito. | ” |

 Uma das práticas preferidas de Romão era frequentar lojas de discos, o que contribuiu para a sua aproximação à música. Alguns dos vinis obteve pelos seus pais, outros comprava-os com dinheiro que poupava, sendo que o primeiro disco foi o Some Girls dos Rolling Stones. Em casa ouvia Stevie Wonder, Beatles e música angolana, que na sua ótica: "o semba, os merengues e os grupos locais eram máquinas de groove que me influenciaram imenso.
Em 1975, após a "Revolução de 25 de abril", teve forçosamente de deixar Angola com a família e foi viver para Portugal. Essa mudança revelou-se particularmente difícil pois teve que recomeçar toda a sua vida num país que só havia visitado uma vez, nas férias da escola. No Porto, frequentou a Escola Infante D. Henrique onde teve aulas práticas de mecânica e eletricidade. Foi federado de basquetebol no Centro Desportivo Universitário do Porto (CDUP) e praticante de surf. O primeiro disco que comprou em Portugal foi o Crocodiles, dos Echo & the Bunnymen, numa discoteca que havia em Cedofeita, mas o que realmente desejava era comprar o álbum Rattus Norvegicus dos Stranglers. Romão teve a primeira experiência com o baixo elétrico, em casa, por causa do seu irmão mais velho que emprestou-lhe o instrumento que só tinha duas cordas (o Mi – Lá, as duas de cima, mais grossas) e como preparação seguiu as técnicas do músico Jean-Jacques Burnel, uma das suas principais influências. Mais tarde comprou o Melody Maker e a NME (New Musical Express), jornais sobre música, para poder acompanhar os lançamentos, críticas e procurar referências. Tinha também interesse por tudo o que estivesse relacionado com o Ska, sonoridade que o levou a descobrir o movimento Two Tone. Simpatizava com os estilos soul e disco, e que não o embaraçava perante os seus amigos que criticavam o seu gosto, pois o que realmente aprecia é "boa música". Como grande fã e entusiasta de concertos ao vivo assistiu a vários no Pavilhão Infante Sagres, no Porto, de bandas como Echo & the Bunnymen, Boomtown Nouveaux e Siouxsie and the Banshees, enquanto que no mítico clube Rock Rendez-Vous, em Lisboa, presenciou os Killing Joke, Danse Society e Theatre of Hate.

### Formação musical com os GNR
Jorge Romão saiu da escola após o 11º ano de escolaridade e começou a trabalhar numa loja de discos, na qual permaneceu até à entrada nos GNR.

"Entrei nos GNR a partir pedra. Mas fiz bem."

– Jorge Romão fala sobre o início da sua carreira.
Antes integrou o projeto Bananas e a sua associação a essa banda aconteceu por mero acaso, numa ocasião em que passou pelo local de ensaios perto da rua dos Vanzeleres, no Porto, ouviu o som, sentiu-se curioso e ficou a escutar, o que levou a que um dos elementos da banda reparasse em Romão, o questionasse se sabia tocar baixo e se queria experimentar. Acabou por ser admitido. Depois de integrar o grupo, os Bananas participaram num concurso organizado pela Rádio Comercial, em Coimbra e nessa prova encontravam-se os GNR, como banda convidada. Foi nessa ocasião que Tóli César Machado convidou Romão para fazer parte da banda que o próprio, o Rui Reininho e o Alexandre Soares estavam a reestruturar. Romão que era grande admirador da música dos GNR, aceitou prontamente ocupar o lugar de baixista. Os primeiros trabalhos serviram para comprar um baixo elétrico e um amplificador Peavey, pago a prestações a Reininho, seu companheiro na banda.
Nas comemorações do vigésimo quinto aniversário de carreira dos GNR foi lançado o álbum de tributo, intitulado Revisitados 25-06 (2006), pela nova geração do hip-hop e do soul português.  As gravações foram presenciadas pelos três elementos da banda, e destaca-se a participação de Tito Romão, de 12 anos, que tocou bateria na nova versão do tema "Pós Modernos", interpretado pelo rapper MC Xeg. A versão original, de 1986, teve a co-composição de Jorge Romão, pai do jovem promissor baterista. Tito Romão ainda participou como músico convidado no concerto de apresentação do disco.

"Não é a primeira vez que fazemos esta sala, mas ao fim de tantos anos na estrada mantemos o mesmo entusiasmo como se fosse a nossa primeira vez."

– O gáudio em tocar nos Coliseus, referido por Jorge Romão.
Em 2014, Romão foi eleito um dos trinta melhores baixistas portugueses pela equipa da revista Blitz. No ano de 2015 os GNR tornaram-se independentes com a criação da editora IndieFada, uma aposta corajosa e uma forma de investir na própria banda, e Romão só encontra vantagens quando refere: "já não tivemos a preocupação de perceber se há muitos ou poucos singles." A estreia da editora foi assinalada com o lançamento do décimo segundo álbum de estúdio, Caixa Negra, seguindo-se uma bem sucedida digressão nacional com passagem pelos Coliseus de Lisboa e Porto. O disco foi eleito o melhor da música portuguesa, no ano de 2015, pela revista Blitz. A longevidade da carreira dos GNR está alicerçada na boa relação, respeito e harmonia entre os três senhores do grupo, conceitos que são unânimes entre os elementos e que ficou demonstrado na afirmação de Romão ao referir que: "somos cúmplices, rimos muito juntos. Estarmos juntos sem estarmos sempre em casa uns dos outros, e permitirmos que cada um faça as suas coisas sem prejudicar a casa-mãe, é o segredo da duração da nossa relação". E o facto dos três elementos da banda estarem consciencializados das dificuldades em construir uma carreira no mundo da música, com pontos altos e baixos e aspetos negativos e positivos, constituiu uma inabalabilidade no momento das decisões, característica que foi reforçada quando o baixista mencionou: "Mesmo quando estávamos muito lá em cima nas vendas, sempre mantivemos os pés na terra. Nunca nos deslumbrámos", assegurou Romão.
A 20 de setembro de 2016, por ocasião da celebração do trigésimo quinto aniversário de carreira, os GNR apresentaram na Casa da Música, no Porto, a biografia oficial intitulada "GNR – Onde Nem a Beladona Cresce", da autoria do jornalista do jornal Público, Hugo Torres, e editada pela Porto Editora. A fotografia da capa do livro é da autoria de João Ferrand e as fotografias do interior do livro são da autoria de Joana Lima Rocha, Alípio Padilha e Pedro Jorge Sottomayor. Anexado à contracapa encontra-se um single com o inédito "O Arranca Coração", no formato mini disco compacto, uma bela melodia com voz e letra de Rui Reininho e composição musical de Tóli César Machado. O percurso de vida de Romão é retratado nessa biografia oficial.

## Outros projetos
Em paralelo com a carreira musical nos GNR, Jorge Romão participou como baixista convidado no álbum Vintage (1997), que assinalou a estreia a solo de Paulo Barros, guitarrista, compositor e fundador da banda de heavy metal Tarantula. Romão conta igualmente com uma sólida carreira enquanto dj com atuações por todo o país, com maior destaque nas animações de caráter popular, caso da noite de S. João, no dia 23 de junho de 2006, no Porto, mais concretamente na Casa Lemos na freguesia de Nevogilde, juntamente com outros dj's de referência que recordaram os êxitos dos anos oitenta e noventa, ou mais recentemente, no dia 3 de julho de 2016, no "Somersby Porto Sunday Sessions" – festival de música que decorre anualmente pelo verão, no Porto – acompanhado pelos filhos Concha Romão, igualmente dj, e Tito Romão baterista desde 2015 da banda de pop eletrónico, Salto.
Nos dias 27 e 28 de julho de 2012 o baixista dos GNR foi júri no concurso de bandas de garagem, inserido na 9ª edição do Festival Rock Nordeste, em Vila Real. O festival tem a particularidade de acolher apenas bandas e artistas nacionais, tanto consagrados como novos valores, assim como eventos culturais na região. Participaram também no painel de júri nomes sonantes do rock português, como Miguel Pedro ou Zé Pedro. A par dos projetos musicais, Romão preenche os seus hobbies com a pratica de remo no Sport Clube do Porto, quatro vezes por semana, e sempre que possível acompanhado pelos filhos mais novos. O músico aprecia as regatas, correr e atividades ao ar livre. Gosta também de ir a concertos e a festivais, mas gosta sobretudo de levar uma vida pacata e entregar-se a um dos seus maiores prazeres que o acompanha desde a sua infância, que é ouvir discos de vinil, tal como referiu: "Gosto de ouvir aquele barulho, tirar o disco, limpá-lo, ajustar a agulha, calibrar o braço, virá-lo para o lado B. Ouvir um vinil é como abrir uma garrafa de vinho, exige tempo e disponibilidade."

## Solidariedade

### Filantropia
Em 2005, o baixista dos GNR participou num concerto de beneficência e solidariedade que juntou vários músicos, com o intuito de apoiar e dar voz a três Organizações Não Governamentais – Oikos, Peace Brigades International e Survival International – com projetos específicos para o sudeste asiático, na sequência do tsunami que atingiu essa região do globo, em 2004. No concerto que teve lugar no café-concerto do Teatro Rivoli, no Porto, foi possível ouvir o baixo de Jorge Romão combinado com as vozes de Simonal Bié (músico moçambicano) e de New Max (Expensive Soul), juntamente com a bateria de Juca, o saxofone de Kito e as teclas de Nuno (Expensive Soul). As receitas dos bilhetes do concerto reverteram a favor dessas organizações.
No ano de 2010 Jorge Romão leiloou dois dos seus baixos elétricos para apoiar os Bombeiros Voluntários de Vila Praia de Âncora, na compra de uma ambulância de suporte imediato de vida e colmatar essa enorme falha no serviço prestado na vila. Os dois instrumentos carregavam histórias de grande simbolismo por terem sido utilizados em concertos marcantes dos GNR. Uma das guitarras – Aria Integra – fora utilizada em três espetáculos históricos da banda: Coliseu de Lisboa (1990), na gravação do primeiro álbum ao vivo dos GNR, e nos Estádios Alvalade (Lisboa) e Antas (Porto), em 1993 e 1994, respetivamente, sendo o de Alvalade marcado como o primeiro concerto realizado num estádio por uma banda portuguesa. O segundo baixo leiloado foi um modelo exclusivo Aria, construído especificamente para Jorge Romão, e que por esse motivo existem apenas dois exemplares em todo o mundo.
Em 2012 Romão participou no Talkfest, fórum sobre o futuro dos festivais de música em Portugal, que decorreu entre 6 e 8 de março no Instituto Superior de Economia e Gestão (ISEG) e na Aula Magna da Universidade de Lisboa. O músico foi membro do painel de debate no primeiro dia do fórum, integrado no tema: "O que é e como se prepara um concerto em Festival?" e os bilhetes vendidos reverteram para o "Programa UL – Consciência Social", uma iniciativa da Universidade de Lisboa para apoiar estudantes com dificuldades financeiras para suportar os custos sociais e académicos.
A 4 de outubro de 2013, a banda do Porto participou na primeira Gala Solidária do Instituto Português de Oncologia (IPO), que decorreu no Coliseu da cidade invicta. Os GNR subiram ao palco, em conjunto com outros artistas, unidos por uma causa solidária que consistiu em apoiar o IPO-Porto na luta contra o cancro. A verba angariada reverteu na totalidade para a investigação da doença.
No dia 2 de setembro de 2014, os GNR visitaram as crianças internadas na pediatria do Centro Hospitalar de São João, no Porto, acompanhados pelo "Joãozinho", a mascote do projeto para a área pediátrica. Jorge Romão, Tóli César Machado e Rui Reininho demonstraram apoio ao projeto intitulado “Um Lugar para o Joãozinho”, que consistia em construir a nova ala pediátrica nesse hospital, com o apoio da sociedade civil.
No regresso ao Instituto Português de Oncologia, em 21 de abril de 2017, os GNR participaram na cerimónia da terceira edição da Gala Solidária, que também celebrou o quadragésimo terceiro aniversário do instituto. Romão e seus companheiros mostraram-se, mais uma vez, sensibilizados para apoiar a continuidade da investigação científica no tratamento do cancro.

### Campanhas de sensibilização
No dia 25 de outubro de 2013, os GNR apadrinharam o Jardim Botânico da Universidade de Trás-os-Montes e Alto Douro. O momento foi assinalado pela plantação de uma árvore que foi batizada com nome da banda e marcou o início da coleção temática "As idades do Homem". À semelhança do Grupo Novo Rock outras personalidades foram convidadas a dar o seu nome a um exemplar da coleção, contribuindo assim para a divulgação, preservação e enriquecimento do próprio Jardim e do estudo do reino vegetal. O Jardim Botânico com cerca de 140 hectares é dos maiores da Europa e está inserido num dos campus universitários mais belos do país, onde são observáveis espécies vegetais vindas dos quatro cantos do mundo. O centro interpretativo alberga um herbário com uma coleção de 2.250 espécies oriundas da Península Ibérica, Norte de África e Europa Central.
A 3 de setembro de 2016, Romão, Tóli e Reininho aceitaram o desafio lançado pelo RIAS (Centro de Recuperação e Investigação de Animais Selvagens), da Ria Formosa, para apadrinharem a libertação na natureza de um peneireiro-vulgar. O jovem falcão fora acolhido pelo centro quando ainda era uma cria e, depois de aprender a dominar a arte do voo e a da caça, foi devolvido ao seu habitat natural no Parque Ribeirinho de Faro pelas mãos de Tóli César Machado. A ave de rapina de pequeno porte foi batizada por Rui Reininho de "Asas Eléctricas", nome de uma das músicas dos GNR, e conseguiu cativar a sensibilidade dos elementos da banda que se disponibilizaram a ajudar com qualquer tipo de angariação que fosse necessária a fim de contribuírem para a continuação do trabalho meritório e louvável desse centro de recuperação. Jorge Romão não escondeu o quão impressionado ficou com o trabalho do RIAS, que contabilizou 500 animais tratados e libertados em menos de um ano; "Os meus parabéns, excelente trabalho!", elogiou.

## Prémios com os GNR
Em 2005 os GNR obtiveram o devido reconhecimento pelo trabalho de décadas, ao serem condecorados com a "Medalha de Mérito Cultural", das mãos do Presidente da República Portuguesa Jorge Sampaio. Em 2015 foram galardoados pela Câmara Municipal de Matosinhos com a "Medalha de Mérito Dourada". A 11 de novembro de 2016, a Sociedade Portuguesa de Autores (SPA) entregou a medalha de honra da instituição a Tóli César Machado, Rui Reininho e Jorge Romão – GNR – no Auditório Frederico de Freitas, em Lisboa, pelos 35 anos de carreira da banda. Os homenageados marcaram presença na cerimónia em que o percurso, a extensa obra discográfica e a performance em palco foram meritoriamente reconhecidos. Dessa forma a SPA distinguiu uma banda mirífica que marcou a história da música portuguesa e que muito contribuiu para consolidar o desenvolvimento do pop rock português, com a criatividade e irreverência características do grupo.